# Черрі Тауншип (округ Салліван, Пенсільванія)
Черрі Тауншип (англ. Cherry Township) — селище (англ. township) в США, в окрузі Саллікан штату Пенсільванія. Населення — 1481 особа (2020).

## Демографія
Згідно з переписом 2010 року, у селищі мешкало 1705 осіб у 739 домогосподарствах у складі 505 родин. Було 1227 помешкань
Расовий склад населення:
| - 98,3 % — білих - 0,4 % — корінних американців - 0,2 % — чорних або афроамериканців - 0,2 % — азіатів |

До двох чи більше рас належало 0,9 %. Частка іспаномовних становила 1,5 % від усіх жителів.
За віковим діапазоном населення розподілялося таким чином: 18,5 % — особи молодші 18 років, 58,9 % — особи у віці 18—64 років, 22,6 % — особи у віці 65 років та старші. Медіана віку мешканця становила 48,4 року. На 100 осіб жіночої статі у селищі припадало 103,9 чоловіків;  на 100 жінок у віці від 18 років та старших — 106,1 чоловіків також старших 18 років.
Середній дохід на одне домашнє господарство  становив 57 119 доларів США (медіана — 46 852), а середній дохід на одну сім'ю — 61 943 долари (медіана — 53 393). Медіана доходів становила 50 714 долари для чоловіків та 28 750 доларів для жінок. За межею бідності перебувало 6,9 % осіб, у тому числі 15,1 % дітей у віці до 18 років та 6,5 % осіб у віці 65 років та старших.
Цивільне працевлаштоване населення становило 690 осіб. Основні галузі зайнятості: виробництво — 23,0 %, освіта, охорона здоров'я та соціальна допомога — 17,5 %, роздрібна торгівля — 12,9 %, будівництво — 10,6 %.